# Champsosaurus
Champsosaurus var ett släkte av kräldjur som levde från slutet av krita in i eocen. Fossil av släktet har påträffats i Belgien och Frankrike i Europa samt i Alberta, Montana, New Mexico och Wyoming i Nordamerika.
Champsosaurus liknade i kroppsformen i krokodil och levde i floder och träsk. Den kunde bli omkring 1,5 meter lång. Champsosaurus hade långa smala käkar fulla av tunna spetiga tänder och var fiskätare. Den bör ha simmat genom att flytta sin kropp och svans från sida till sida. Benen kunde läggas tätt mot kroppen för att göra den mer strömlinjeformad.